# Gaga Chromatica Ball
Gaga Chromatica Ball (estilizado em maiúsculo) será o documentário de 2024 sobre a cantora norte-americana Lady Gaga e sua turnê The Chromatica Ball, realizada de 17 de julho a 17 de setembro de 2022. O lançamento está previsto para 25 de maio de 2024, com distribuição no serviço de streaming Max.

## Antecedentes
A apresentação da The Chromatica Ball em 10 de setembro de 2022, no Dodger Stadium, em Los Angeles, havia sido filmada para um projeto então desconhecido. Após o show, Gaga publicou no Twitter: "52.000 pessoas. Esgotado. 30 câmeras apontadas para você e um take." Em junho de 2023, a artista confirmou que estava trabalhando no documentário musical da turnê.
Eu queria compartilhar um momento mais pessoal com vocês hoje, sei que não tenho feito muito isso ultimamente e alguns de vocês estão realmente ansiosos para que eu compartilhe mais do meu processo artístico. Tenho experimentado minha criatividade desde o verão passado de uma maneira muito especial e privada – escrevi e produzi música para um projeto especial, preparei-me por meses desenvolvendo meu personagem para Joker, filmei Joker por muitos meses (uma época muito introspectiva), tenho administrado minha start-up Haus Labs, fazendo trabalho filantrópico e, além disso, tenho trabalhado na edição do filme The Chromatica Ball. Posso dizer pela primeira vez em muitos anos que meu amor por fazer arte, música, moda e apoiar a comunidade nunca foi tão gratificante. Posso não estar compartilhando tanto de mim online quanto no passado, mas espero que você saiba que este tempo para mim foi extremamente curativo e recarregou meu coração, mente, corpo e criatividade – para criar dentro de mim e ter uma vida pessoal só para mim. Tenho certeza de que pode parecer diferente porque nem sempre fui tão reservado (aposto que isso fará alguns de vocês rirem) – mas eu AMO muito meus fãs, meus monstrinhos, e isso nunca vai mudar. Não consigo nem começar a descrever o quanto nossa comunidade global me inspira todos os dias para trazer o máximo de alegria possível para suas vidas. Aqui está uma foto do meu trabalho na edição do filme The Chromatica Ball (que é um quadro do filme atrás de mim) – mal posso ESPERAR para que você experimente. Obrigado por estar disposto a crescer comigo para que eu possa mudar e transformar com a comunidade que tanto amo. Espero que você ame todas as coisas que venho criando para você e espero que este seja um pequeno lembrete para você de minha profunda paixão e compromisso com a arte.
Em 8 de maio de 2024, o lançamento do filme foi divulgado pela HBO e pela artista em suas redes sociais, além da disponibilização de um trailer. A obra será lançada em 25 de maio de 2024, no Max. Em entrevista à Variety, Nina Rosenstein, vice-presidente executiva de programação da HBO, comentou: "Lady Gaga é uma potência completa. Ela é uma artista que acontece uma vez na vida e nunca se contém, e Gaga Chromatica Ball mostra sua interminável lista de talentos. Estamos entusiasmados por fazer parceria com ela mais uma vez neste show especial de tirar o fôlego."